# Futbol Klubi Vora
El Futbol Klubi Vora es un equipo de fútbol de la ciudad albanesa de Vorë, en el condado de Tirana.
Juega en la Liga Albanesa de Fútbol en la Kategoria Superiore luego de ascender de la segunda división en la temporada 2024/25.

## Palmarés
- Albanian First Division (1): 2024-25
- Albanian Second Division (3): 2017–18, 2019-20, 2022-23
- Albanian Third Division (1): 2011–12